# Josef Frank (architekt)
Josef Frank (15. června 1885 Baden – 8. ledna 1967 Stockholm) byl rakouský architekt. V roce 1933 emigroval do Švédska, kde působil až do své smrti.

## Život

### Rodina
Narodil se v rodině Ignaze (Israele) Franka (1851-1921), obchodníka s textilem a jeho ženy Jenny, rozené Feilendorf (1861-1941). Jeho bratrem byl fyzik Philipp Frank.

### Studia
V letech 1895-1903 studoval na státní reálce ve Vídni (Staatsoberrealschule auf der Schottenbastei, Wien 1). Následovala studia na Vídeňské technice (Technische Hochschule Wien) u profesora Karla Königa (1841 - 1915), V roce 1908 složil druhou státní zkoušku a v roce 1910 získal doktorát za práci Über die ursprüngliche Gestalt der Kirchenbauten des Leon Battista Alberti.

## Výstavy
- Josef Frank : Against Design, MAK - Österreichisches Museum für angewandte Kunst / Gegenwartskunst, Stubenring 5, 1010 Vídeň, Rakousko, 16. prosinec 2015 – 12. červen 2016[2]